# Gymnast (dokumentarfilm)
Gymnast er en dansk portrætfilm fra 2002 instrueret af Tine Katinka Jensen efter eget manuskript.

## Handling
Alexander Windfeldt bor i Humlebæk, er 11 år og har dyrket redskabsgymnastik siden han var 6. Alexander træner hver dag og har været Danmarksmester siden 1997. Men presset er stort, når alle forventer, at man vinder. Filmen følger Alexanders intense træning i dagene op til DM, og hjemme hos familien, der blev skilt for ikke længe siden.